# Skalka (přírodní památka, okres Prachatice)
Skalka je přírodní památka jihovýchodně od obce Svatá Maří v okrese Prachatice. Vyhlášena byla k ochraně výskytu turmalínových sluncí na obnažené skále spadající do moldanubika.

## Historie
Oblast dnešní přírodní památky je chráněná již od 6. dubna 1940 výnosem SPÚ okresního úřadu ve Strakonicích, načež další vyhlášení proběhlo 10. února 1958 usnesením Lidového soudu ve Vimperku. Poslední vyhlášení současného stavu proběhlo 3. března 1992. Na západním okraji přírodní památky dříve probíhala těžba kamene pomocí malého stěnového lomu.
Okolo přírodní památky se nachází 50 metrové ochranné pásmo.

## Galerie

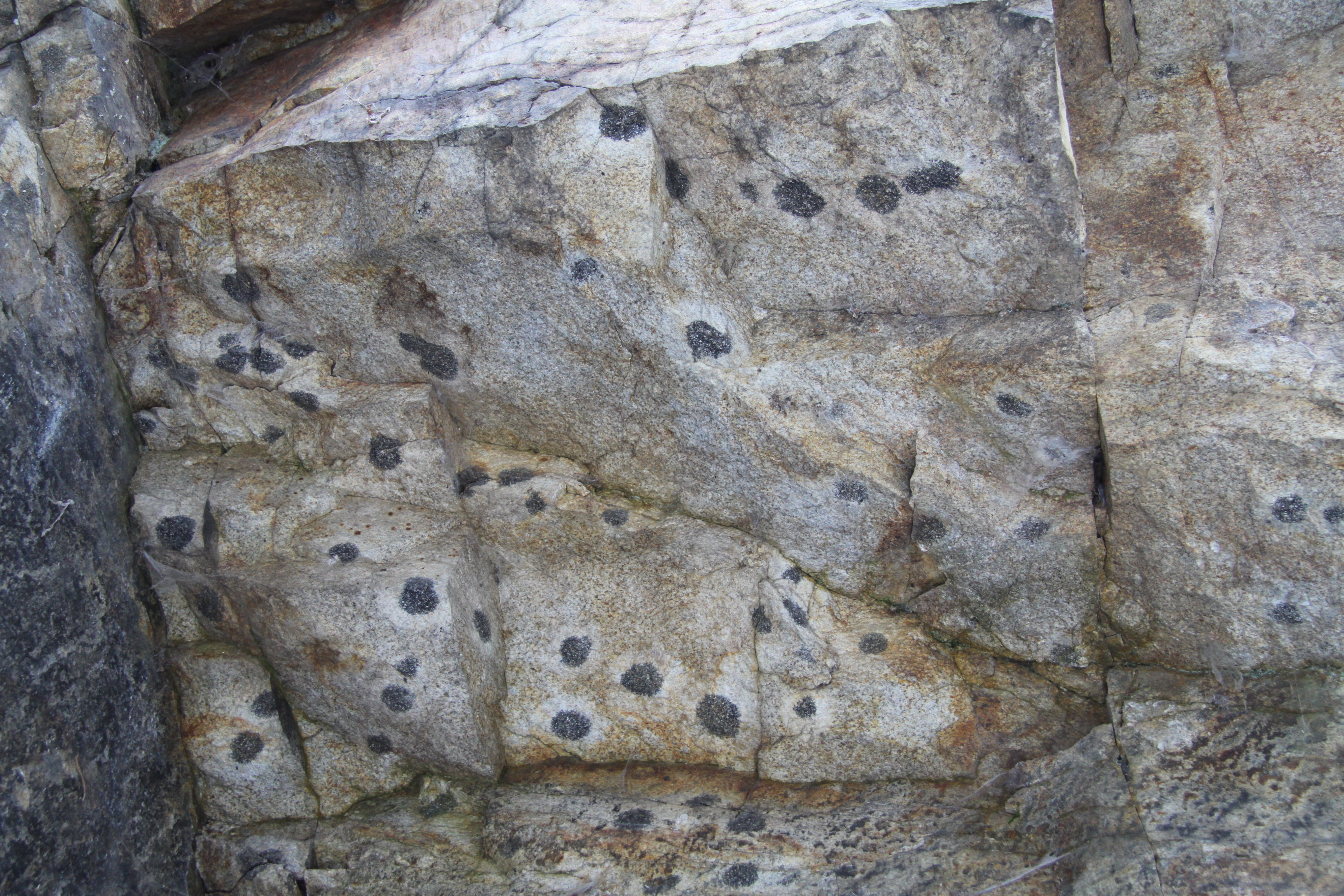
Detailní snímek na shluky turmalínů ve skále
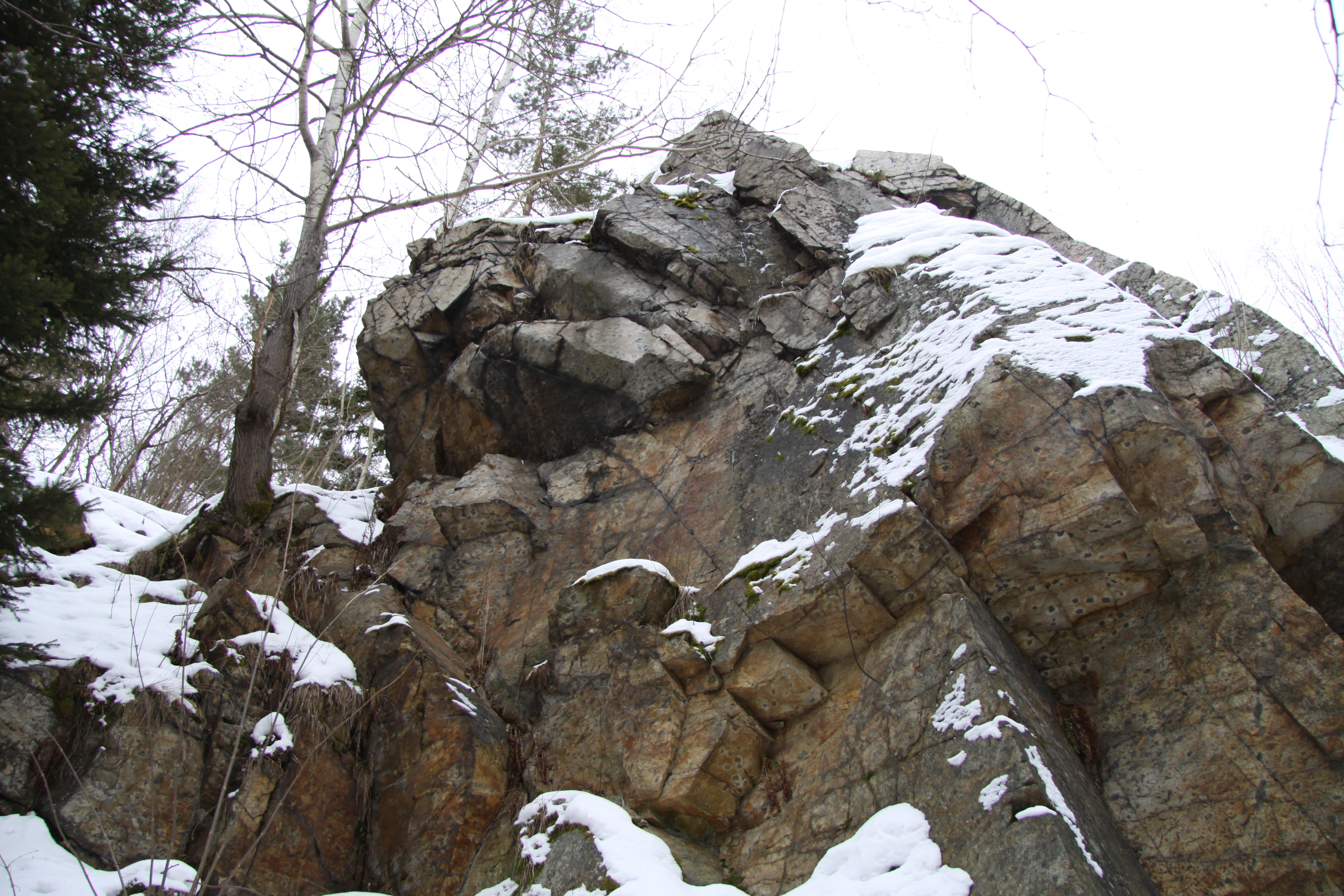
Celkový pohled na odkrytý výchoz
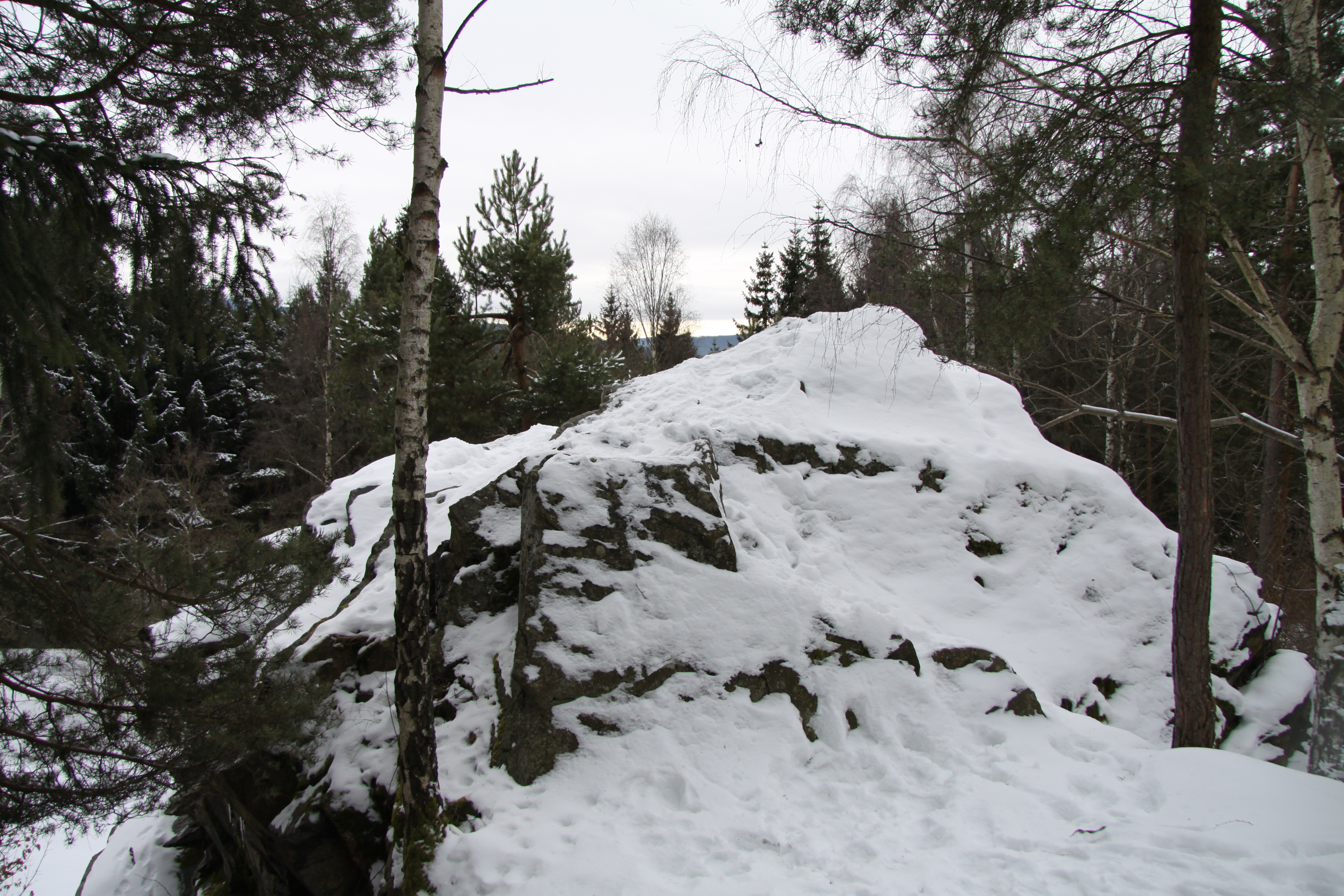
Vrchol skály